# Кирилюк Віктор Павлович
Віктор Павлович Кирилюк (4 вересня 1937) — український учений-геолог. Доктор геолого-мінералогічних наук, професор. Академік-засновник АН ВШ України (1992).

## Біографія
Народився у м. Харкові. Закінчив з відзнакою геологічний факультет Львівського університету (1959) В 1959—1965 — геологічна робота в Читинській обл. та навчання в аспірантурі Львівського університету. З 1965 до ц.ч. — на викладацькій і наук. роботі в цьому ж університеті. Кандидат (1966), доктор (1988) геол.-мінерал. наук, доцент (1969), професор (1991). В 1972—1974 викладав геологію в Національному інституті нафти і хімії (Алжир).

## Наукова діяльність
Наукова робота пов'язана з дослідженням найдревніших (нижньодокембрійських) утворень Українського щита та інших регіонів, розробка проблем літогенезу, тектоніки та еволюції земної кори на ранніх етапах розвитку, у тому числі з використанням порівняльної планетології.
Запропонував (1971) гіпотезу про схожість сучасного стану планети Венера з початковою (ранньоархейською) стадією формування земної кори для обґрунтування особливостей ранніх етапів її еволюції. Один з основоположників (разом з Є. М. Лазько та А. О. Сівороновим) парагенетичного геолого-формаційного підходу до вивчення нижнього докембрію, автор методологічних розробок у цій галузі та активний учасник його впровадження в геологічну практику. Роботи з тектоніки Українського щита та типізації структурних елементів і геолого-формаційних комплексів щитів.
Автор та співавтор понад 200 наукових публікацій. Співавтор книг «Нижний докембрий западной части Украинского щита» (1975), «Тектоника Украины» (1988), «Стратиграфический словарь СССР. Нижний докембрий» (1989), «Геологическая съемка метаморфических и метасоматических комплексов» (1996) та ін., а також ряду геологічних карт Українського щита, автор «Тектонічної карти фундаменту Українського щита» масштабу 1:2 000 000 та пояснювальної записки до неї (2007, 9,4 др. арк..).
Член Львівського геол. тов-ва (з 1966), Міжнародної планетологічної асоціації — ІАР (1977), Міжвідомчого тектонічного комітету України, нижньодокембрійської секції Міжвідомчої стратиграфічної комісії України, член редколегій ряду періодичних видань.
В 1993—1995 обирався членом Національного комітету з реформування та демократизації науки України.
Помер 13 червня 2025 року в Торонто.

## Нагороди
Диплом II ступеня ВДНГ УРСР (1981), лауреат Нагороди Ярослава Мудрого (1995), Медаль В. І. Лучицького (2003) та пам'ятний знак ім. Л. І. Лутугіна (2005) за видатні заслуги у геологічному вивченні надр України, Почесна грамота МОН України (2007)), звання «Почесний розвідник надр» (2008).
Головний науковий співробітник НДЧ ЛНУ ім. Івана Франка (з 2003).